# Jerry Nadler
Jerrold Lewis "Jerry" Nadler [ˈnædlər], född 13 juni 1947 i New York, New York, är en amerikansk demokratisk politiker. Han är ledamot av USA:s representanthus sedan 1992. Nadler är ordförande i representanthusets justitieutskott sedan 2019.
Nadler gick i skola i Stuyvesant High School i New York. Han avlade 1969 kandidatexamen vid Columbia University och 1978 juristexamen vid Fordham University. Han var ledamot av New York State Assembly, underhuset i delstatens lagstiftande församling, 1977-1992.
Kongressledamoten Theodore S. Weiss avled 1992 i ämbetet. Nadler vann fyllnadsvalet för att efterträda Weiss i representanthuset. Han har omvalts fjorton gånger.
Nadler är judisk. Han och hustrun Joyce Miller har en son, Michael, som arbetar som jurist.